# Adaloald
Adaloald, né en 602 et mort en 628 à Ravenne, est roi des Lombards d'Italie de 616 à 626.

## Biographie
Fils et successeur du roi Agilulf et de la princesse catholique Théodelinde, il est baptisé peu après sa naissance en 603 puis, devenu roi, règne sous la régence puis l'influence de sa mère. Sous leur règne les églises sont restaurées, et l'on fait des dons considérables aux lieux saints.
Selon Paul Diacre, le jeune monarque devient fou après dix années de règne et, selon la Chronique de Frédégaire, fait mettre à mort sans raison plusieurs nobles lombards. Adaloald est renversé en 626 par le parti lombard hostile à l'Église dirigé par le noble arien Arioald qui prend le pouvoir.
Chassé de Pavie, la capitale lombarde, Adaloald meurt mystérieusement à Ravenne deux ans plus tard. Selon Frédégaire, il fut empoisonné.

### Source primaire
- Paul Diacre, Histoire des Lombards, L. IV.
- Chroniques de Frédégaire.

### Sources secondaires
- Gianluigi Barni, La conquête de l'Italie par les Lombards — VIe siècle — Les Événements. Le Mémorial des Siècles, Éditions Albin Michel, Paris (1975)  (ISBN 2226000712).